# Koutalisaurus
Koutalisaurus („lžícovitý ještěr“) byl rod kachnozobého dinosaura, žijícího v období pozdní svrchní křídy na území současného Španělska (provincie Lleida, lokalita Abella de la Conca, geologické souvrství Tremp).

## Popis
Fosilie má podobu fragmentu spodní čelisti, holotyp nese označení IPS SRA 27. Původně byla fosilie řazena k rodu Pararhabdodon, v roce 2006 však byla publikována odborná práce, která jej řadí do samostatného rodu a druhu Koutalisaurus kohlerorum. Čelist nese některé unikátní anatomické znaky, a to ve svých proporcích a uspořádání zubů v čelistech. Koutalisaurus byl menší až středně velký hadrosaurid, žijící pravděpodobně v nepočetných stádech a spásající tuhou, nízko rostoucí vegetaci.

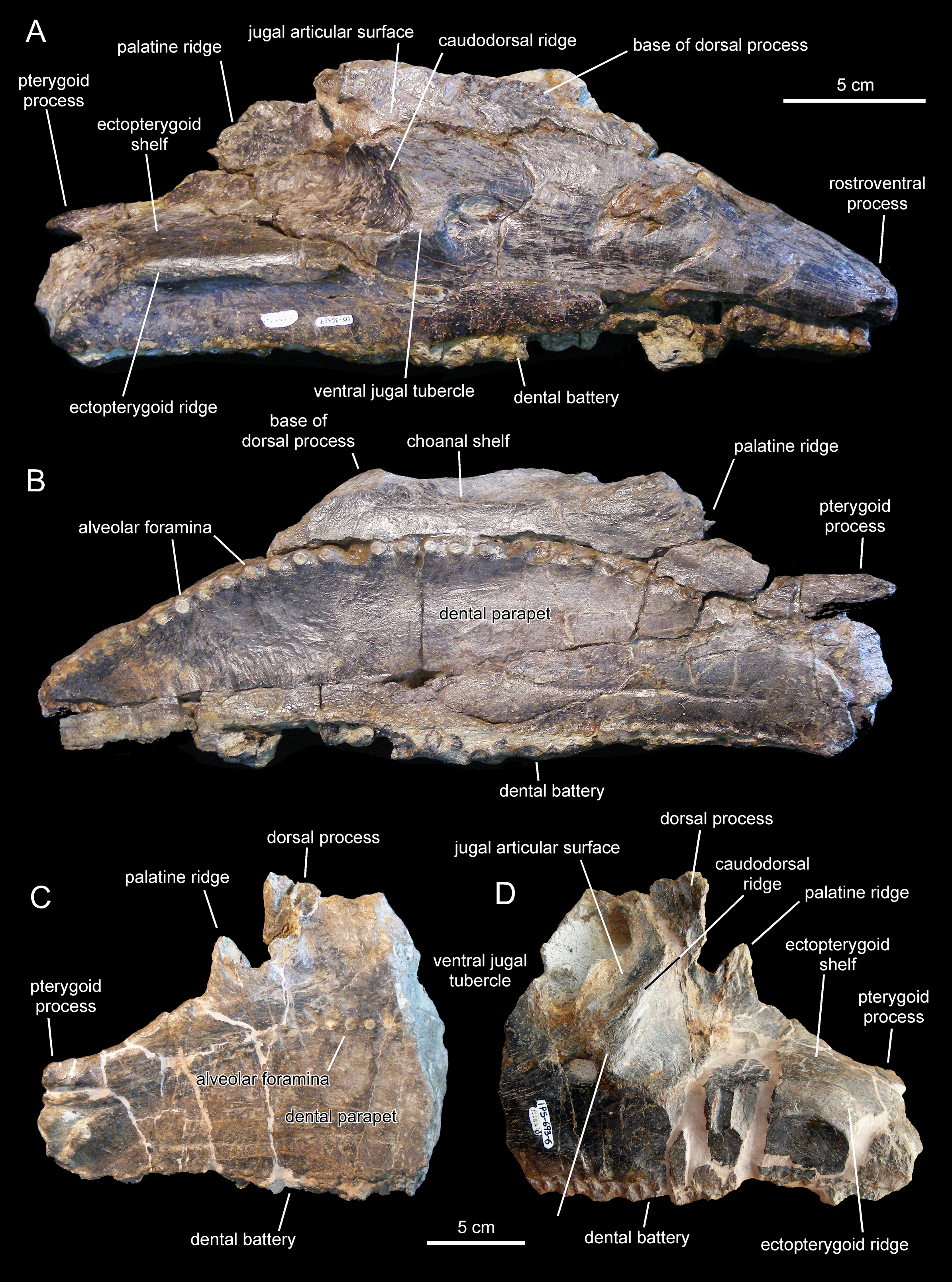
Fragmenty horních čelistí pararabdodona, blízkého příbuzného koutalisaura.